# ستيفن بوتفيلد
ستيفن بوتفيلد (بالإنجليزية: Stephen Botfield)‏ مواليد 10 أبريل 1966 في لندن، هو لاعب كرة مضرب بريطاني سابق بدأ مسيرته كمحترف سنة 1984 وكان يلعب باليد اليمنى. أعلى تصنيف له في الفردي كان المركز الـ 274 في سنة 1987. أعلى تصنيف له في الزوجي كان المركز الـ 227 في سنة 1990.

## روابط خارجية
- ستيفن بوتفيلد على موقع رابطة محترفي التنس (الإنجليزية)
- ستيفن بوتفيلد على موقع الاتحاد الدولي لكرة المضرب (الإنجليزية)
- ستيفن بوتفيلد على موقع خلاصة التنس.كوم (الإنجليزية)